# Rue Félix-Voisin
La rue Félix-Voisin est une voie du 11e arrondissement de Paris, en France.

## Situation et accès
La rue Félix-Voisin est une voie publique située dans le 11e arrondissement de Paris. Elle débute au 14, rue Gerbier et se termine au 27, rue de la Folie-Regnault.

## Origine du nom
Elle porte le nom du docteur Félix Voisin (1794-1872), fondateur de l'asile de Vanves, membre de l'Académie de médecine.

## Historique
Cette rue ouverte par l'Assistance publique est classée dans la voirie de Paris par arrêté du 9 juin 1931.